# Claus Thomsen
Claus Thomsen (Århus, 31 mei 1970) is een voormalig voetballer uit Denemarken, die speelde als verdediger. Hij beëindigde zijn loopbaan in 2001 bij de Duitse club VfL Wolfsburg.

## Clubcarrière
Thomsen begon zijn profloopbaan bij Aarhus GF. In de zomer van 1994 stapte hij over naar Ipswich Town. Met Aarhus won hij tweemaal de Deense beker. Hij kwam één seizoen (1997-1998) uit voor Everton.

## Interlandcarrière
Thomsen speelde in totaal 20 officiële interlands voor Denemarken. Onder leiding van bondscoach Richard Møller Nielsen maakte hij zijn debuut op 26 april 1995 in de EK-kwalificatiewedstrijd tegen Macedonië (1-0) in Kopenhagen, net als Erik Bo Andersen (Aalborg BK). Thomsen nam met zijn vaderland deel aan het EK voetbal 1996 en aan de Olympische Spelen 1992.

## Erelijst
Aarhus GF
- Deense beker

1988, 1992
 AB Kopenhagen
- Deense beker

1999